# Best fiction tour 2008-2009
El Best Fiction Tour 2008-2009 es un vídeo musical en vivo de la cantante japonesa Namie Amuro publicado el 9 de septiembre de 2009. El vídeo fue filmado durante su gira, que lleva el mismo nombre, y captura el espectáculo en el Taipei Arena de Taiwán. Fue además el primer concierto de la artista en el extranjero que se filmó para su lanzamiento comercial. En la primera semana del lanzamiento, el vídeo en directo vendió cerca de 155.000 copias en formato DVD y 14.000 copias en formato Blu-ray, convirtiéndose en el primer artista en alcanzar las máximas puntuaciones de los gráficos estadísticos de venta de música Pop Japonesa (J-POP charts) en toda la historia.
A partir de 2010 ha vendido cerca de 260.510 copias en formato DVD.

## Partes

### Parte 1
Las luces se apagan por completo, los gritos desesperados y una gran pantalla anunciaba el comienzo del concierto. Se abre un libro rosa y aparece una pequeña niña vestida al estilo de Alicia en el país de las maravillas, se abre un gran libro llamado “BEST FICTION". La niña entra a un mundo diferente al nuestro.
1.- Do me more: En un telón gigantesco aparece la palabra BEST FICTION, comienza la música cirquense, y enseguida del lado izquierdo del escenario una bailarina de bastón, después del otro lado otra bailarina con un listón, las dos se juntan hasta llegar al centro, y enseguida se abren las cortinas y Namie Aparece sentada en un trono como una reina. Ella viste blusa, pantalón, sombrero de copa y botas largas de color negro. Durante la primera parte permanece sentada.

2.- Violet Sauce
3.- ALARM 
4.- SO CRAZY 

### Parte 2
La pantalla muestra a la niña en el bosque eligiendo unos zapatos. Ella elige unas zapatillas plateadas de alto tacón.
5.- NEW LOOK: Namie aparece en una escalera en forma de zapatilla, vestida con un saco de color azul con grandes botones.
6.- Hello: Namie se quita la chaqueta, llevaba una blusa en blanco sin mangas y una falda negra. Ella usa un teléfono móvil en la última parte de la coreografía 
7.- GIRL TALK 
8.- shine more 
9.- Full Moon: Namie aparece arriba de un diamante negro en forma de carrousel, e interpreta un baile sensual.
10. Luvotomy: En el Segundo nivel del escenario aparecen unas grandes estrellas y Namie arriba de ellas acompañada de efectos especiales impresionantes en la gran pantalla.
11. Put 'Em Up 
12. It's all about you 

### Parte 3
Se escucha ligeramente una melodía de piano y aparecen las estrellas, las cuales después de brillar y moverse un rato se juntan todas formando la palabra “Wishing On The Same Star”
13. Wishing On The Same Star: Namie aparece con un vestido largo de color negro en el escenario sentada en una luna gigante.

### Parte 4
La gran pantalla muestra a la niña en el bosque y de repente es atraída por una fruta muy peculiar en un árbol. Resulta ser un balón de oro muy parecido a las bolas de las discos.
14. ROCK STEADY: Esferas de oro colocadas al pie de la escalera hasta el segundo nivel. Namie aparece en la más grande de bolas de oro cantando la canción.
15. FUNKY TOWN 
16. No 
17. Say the word 

### Parte 5
18. Dr.
19. WILD

### Parte 6
El concierto se llenó con una atmósfera navideña. La pantalla muestra una bola de cristal en un pequeño árbol de Navidad. 
20. White Light: El lado derecho del nivel superior, emerge un gran regalo navideño y en frente de él Namie con un vestido rosa y negro.

### Parte 7
La pantalla muestra a la niña algo perturbada por un extraño sonido. El ruido provenía debajo de la tierra y en el árbol se esconde un pasaje a otro mundo. La niña entra y baja demasiado, hasta que encuentra la fuente del ruido. 
21. Hide & Seek: Los bailarines salen desde la pasarela, celebran y llevan banderas que dicen “BEST FICTION”, con las que ofrecen un espectáculo impresionante anunciando la llegada de Namie. Ella llevaba una chaqueta púrpura corta, estilo roquera. 
22. Queen of Hip-Pop 
23. Sexy Girl 
24. WANT ME, WANT ME 
25. Top Secret: en la pasarela aparecen barras paralelas, donde namie interpreta el baile más caliente de todo el concierto.
26. BLACK DIAMOND 
27. WHAT A FEELING: El escenario se muestra retroiluminado, una interpretación impresionante para dar fin al concierto.

### Encore
Un gran espectáculo de luces multicolores en los telones, y los gritos del público pidiendo más.
28. WoWa: Se vuelven a abrir los telones, Namie lleva camiseta negra con rosa y pantalón vaquero de mezclilla. Nuevo estilo de pelo, baila con pompones e incluye introducción de bailarines.
29. CAN'T SLEEP, CAN'T EAT, I'M SICK 
30. Baby Don't Cry: Audiencia cantando juntos. Namie también presentó a los miembros de la banda por nombrar, uno por uno, y se cierran por completo los telones.
La niña cierra el libro rosa 'BEST FICTION', dejando en claro que todo lo que vio fue una fantasía.
- Datos: Q307148